# Aspas (gesto)

O indicador e o dedo médio são abaixados duas vezes..

Aspas no ar (também chamada de "aspas com os dedos" ou à vezes pela expressão entre aspas) são aspas virtuais formadas no ar com os dedos quando se fala. Isso geralmente é feito com as mãos mantidas ligeiramente afastadas e, na altura dos olhos do orador, com os dedos indicadores e os dedos médios flexionados no início e no final da frase a ser citada. A frase citada com aspas aéreas são comumente muito curtas, no máximo algumas palavras.
Embora o termo "aspas no ar" não apareça antes de 1989, o uso de gestos semelhantes foi registrado já em 1927.
A tendência se tornou muito popular na década de 1990, atribuída por muitos ao comediante Steve Martin, que muitas vezes as usou com ênfase exagerada em seus shows de stand-up. Além disso, na franquia de filmes de grande sucesso Austin Powers, Dr. Evil faz uso exagerado de aspas no ar, ao explicar assuntos para seus capangas.

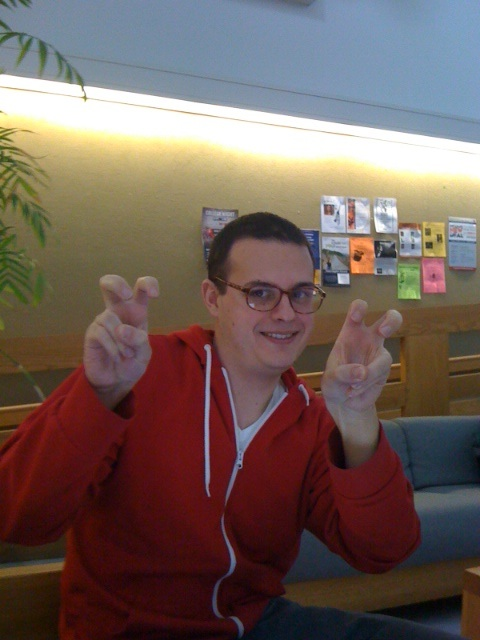
O gesto aspas no ar.

As aspas de ar são frequentemente utilizadas para expressar sátira, sarcasmo, ironia ou eufemismo.